# Кахановы
Кахановы — русский дворянский род.
Происходит от статского советника Василия Артамоновича Каханова, начавшего службу в 1763 г. Один из его сыновей, Семён Васильевич (1787—1857) был генерал-лейтенантом, грузинским губернатором, а затем членом совета Главного управления Закавказским краем.
Из сыновей последнего Иван Семёнович (1825—1909) — генерал от артиллерии, бывший виленский генерал-губернатор, был также и членом Государственного совета, а Михаил Семёнович (1833—1900) — был статс-секретарём, псковским губернатором.
Род Кахановых внесён в родословную книгу Санкт-Петербургской и Тамбовской губерний.

## Описание герба
Щит пересечён и полурассечён. Вверху в золотом поле зелёное дерево с золотыми плодами. В правой нижней червлёной части три меча в перевязь вправо, средний золотой, крайние — серебряные. В левой нижней части три серебряных пушечных ядра в столб.
Щит увенчан дворянским коронованным шлемом. Нашлемник: между двух страусовых перьев, из коих правое — червлёное, левое — лазоревое, рука в золотых латах, поднятая вверх, держит золотой меч. Намёт: справа зелёный с золотом, слева червлёный с золотом. (Гербовник, XII, 152).